# Cupisnique (district)
Cupisnique is een stadsdistrict (distrito) van de Peruaanse provincie Contumazá, in de regio Cajamarca, met als hoofdplaats Trinidad. 
Hier zijn archeologische vondsten gedaan bekend als de Cupisniquecultuur.

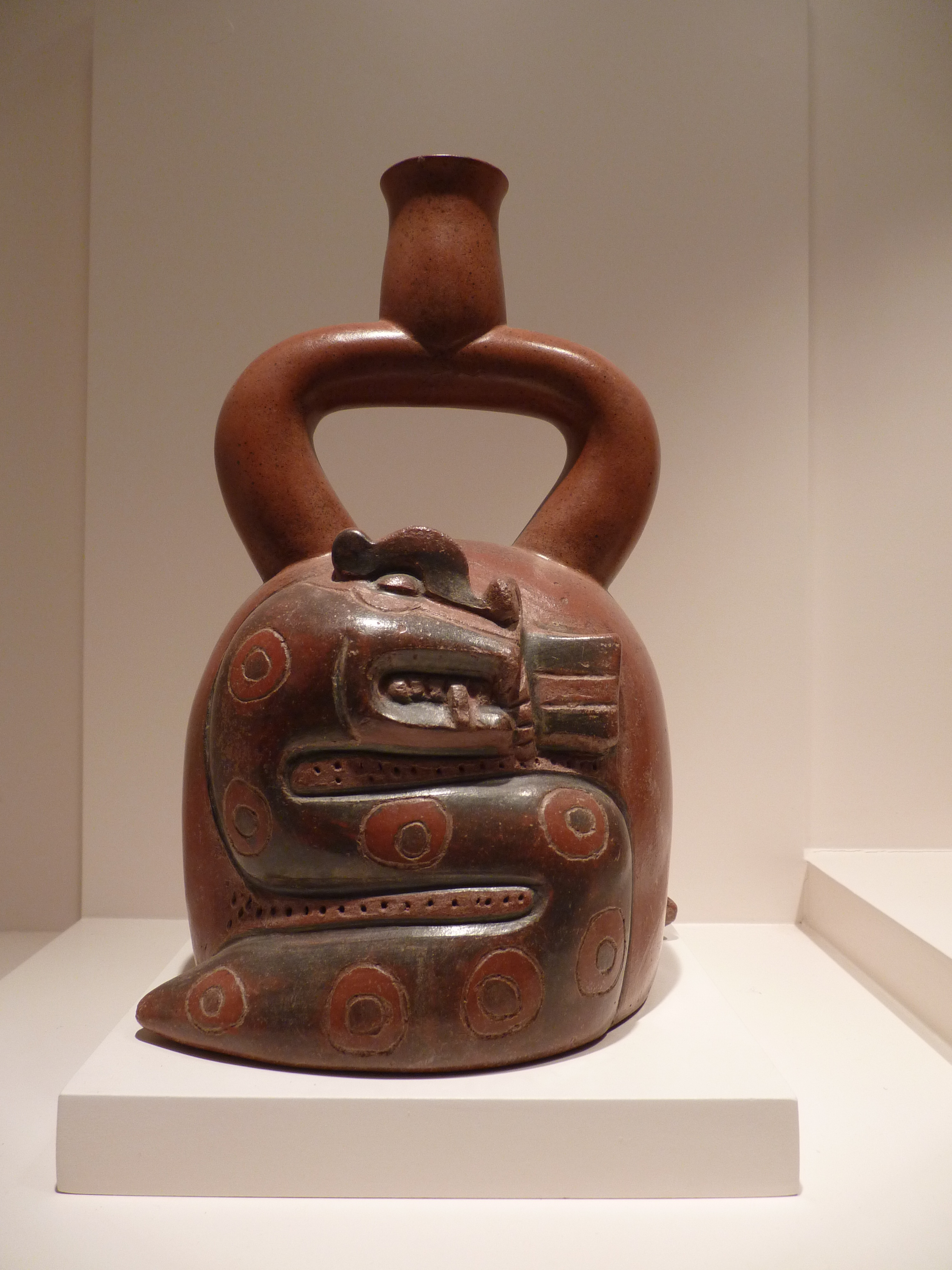
Cupisnique-aardewerk